# フィークル
フィークル（英: Feakle、古名は「歯」を意味するアイルランド語: an Fhiacailに由来するFeakellないしFiakil）は、アイルランド クレア県の村。この村を含む行政区(Civil parish)、および、ローマカトリックの教区(Roman Catholic parish)の名称でもある。

## 概要
"Paroiste na fiacaile"は歯の教区を意味する。伝説では、守護聖人である聖コナン(アイルランド語:  St. Mochonna)の歯が教会を建てたこの地に落ちたとされている。
他の説では、"fiathgail"(起伏の多い草地)で屋根を葺かれた教会から名づけられた、あるいは、"Fia-Choill"(鹿の木)から転じた名前とされている。
行政区(Civil parish)としては北タラ郡(Tulla Upper barcony)の一部であり、スカリフ(Scarriff)からゴート(Gort)に向かって北西に4.5マイル (7.2 km)進んだ先の地域を指す。
1837年には8,844人の住民を含み、約30,000エーカー (12,000 ha)に及んだ。
1845年当時のフィークルについて以下の通り説明された文書が残っている。
"地表は、カウンティーの西にある高原の最も高く、荒涼としており、北風の強い土地で構成されている。また、スリーヴ＝バグサ(Slieve-Baghta)山脈の南側の下り勾配を含んでおり、グラニー湖(Lough Graney)を囲みオグラディ湖(Lough O’Grady)にまで広がった山裾が並び集まっている。最も標高の高い土地は西にあり、標高1,312フィート (400 m)である。"

ローマカトリックの教区としては、キラルー・ローマカトリック教区(Roman Catholic Diocese of Killaloe)の中にある。教区内の教会は、キルクララン(Kilclaren)にある聖ヨハネ教会(St Joseph's)とフィークルにある聖マリア教会(St Mary's)の2つである。
2006年現在の村の人口は122人。 
近くにダーグ湖(Lough Derg)、およびタラ(Tulla)とスカリフの町がある。
フィークルは、毎年8月上旬に開かれる伝統音楽のフェスティバルで有名である。

## 歴史
聖コナンはフィークルの守護聖人として崇拝されている。彼の教会の遺跡は19世紀初頭に破壊された。
1974年12月12日、IRA暫定派とシン・フェイン党の指導者たちが、フィークルのスミスズ・ホテル(Smith's Hotel)でアイルランドの主だったプロテスタント キリスト教徒宗派(アイルランド国教会、メソジスト、長老派教会)の指導者と共に北アイルランド危機の解決方法の討議のため会談を行った。アイルランドの警察(Gardaí)はこの会談を潰した。指名手配されたIRA構成員は皆既に去っていたが、各教会の構成員は共和国のイギリス政府への要求項目のリストを既に彼らに渡していた。メソジストの指導者エリック・ギャラガー(Eric Gallagher)もこの会議に出席しており、後にデニス・クック(Dennis Cooke)の書いた本Peacemakerのテーマになった。 

## 交通
エニスから出ている予約制コミュニティバスが通っている。

## 関連人物
- ビディ・アーリー(Biddy Early)

19世紀の民間療法士。ハーブを使用した民間療法でこの地域ではよく知られハーブ療法士(Herbalist)と呼ばれていたが、1865年に時代遅れの魔女狩りの法律で告発された。地元の伝承では、もし彼女の家に硬貨を置いておくと健康になり、逆に硬貨を持っていくと不運に見舞われるとされている。
- ブライアン・メリマン(Brian Merriman)

18世紀の作家。この地域と結び付けられることが多い。彼はフィークルで生まれたわけでも亡くなったわけでもないが、彼は人生の多くの年月を過ごしたこの地に埋葬されることを選んだ。 フィークルは彼の唯一の名作である 真夜中の法廷 (Cúirt an Mheán Oíche、The Midnight Court) と名付けられたゲール語による長大な韻文の舞台であり背景であった。メリマン協会(An Cumman Merriman 、the Merriman Society)によって記念碑が建てられており、村の墓地で見ることが出来る。
- ジョニー・パターソン(Johnny Patterson)

19世紀の歌手/作曲家。(近くの村キルバロン(Kilbarron)で生まれた。)
- ジャー・ロックナン（en:Ger Loughnane）

クレアの元ハーリング選手。現在はゴールウェイハーリングチーム監督。
- マーティン・ヘイズ

フィドル奏者。フィークルの近くの村マヘラ(Maghera)で生まれ育った。